# Plac Armii Krajowej w Toruniu
Plac Armii Krajowej w Toruniu – plac położony w lewobrzeżnej części Torunia, na obszarze Stawek. Plac Armii Krajowej znajduje się na Trasie Staromostowej – trasy należącej do głównego układu drogowego w Toruniu.
W okresie komunistycznym plac nosił nazwę placu Związku Walki Młodych. Zmiana nazwy miała miejsce w 1991 roku.
W 1973 roku na placu odsłonięto astrolabium przypominające udowodnienie istnienia systemu heliocentrycznego przez Mikołaja Kopernika. Pomnik wykonała Hanna Melerska-Władyko. Na przestrzeni lat konstrukcja zaczęła rdzewieć. Zostało rozebrane pod koniec listopada 2005 roku. Według planów po konserwacji astrolabium miało wrócić na miejsce, ale konstrukcja zaginęła.
Przy placu znajduje się wiadukt kolejowy zbudowany w 1878 roku.